# نهر أناتوكي
نهر أناتوكي يقع في نيوزيلندا في مقاطعة تاسمان، وهو أحد روافد نهر تاكاكا ويعد واحد من أشد الأنهار انحدارًا في البلاد.  يعني أسم النهر (كهف من الحجارة).